# Religia w Libii
Dominującym wyznaniem w Libii jest islam. 96,1% ludności deklaruje praktykę tej religii. Zdecydowana większość muzułmanów libijskich to sunnici. Islam jest zarówno duchowym przewodnikiem osób prywatnych, ale też istotnym elementem polityki rządu. Mniejsze ugrupowania (pomiędzy 5 i 10%) należą do ibadytów, żyjących przede wszystkim w Dżabel Nefusa i mieście Zuwara. 

## Inne wspólnoty
Chrześcijaństwo było dominującą religią w Libii przed inwazją muzułmanów w VII wieku. Obecnie istnieje w Libii kilka małych wspólnot chrześcijańskich, stanowiących około 3,1% społeczeństwa. Zabronione jest uprawianie prozelityzmu wśród muzułmanów, rozpowszechnianie literatury religijnej podlega ograniczeniom.

### Koptyjski Kościół Ortodoksyjny
Koptyjski Kościół Ortodoksyjny – pochodzący z Egiptu jest największym i najbardziej historycznym chrześcijańskich kościołem w Libii. Żyje tu ponad 60 000 egipskich Koptów obejmujących około 1,9% populacji kraju. 

### Protestantyzm
Protestanci stanowią poniżej 1%. Istnieją tu małe wspólnoty anglikańskie, składające się głównie z afrykańskich imigrantów w Trypolisie, jako część anglikańskiej diecezji Egiptu. Działają tu baptyści, zielonoświątkowcy, adwentyści, ewangelikalni Koptowie i inne małe wspólnoty protestanckie.

### Kościół rzymskokatolicki
Liczba wyznawców Kościoła rzymskokatolickiego wynosi 40 000 obcokrajowców, którzy są obsługiwani przez dwóch biskupów, po jednym w Trypolisie (obsługujących społeczność włoską) i jeden w Bengazi (obsługujących społeczność maltańską). Katolicy stanowią 0,6% społeczeństwa.

### Judaizm
Libia była do niedawna ojczyzną jednej z najstarszych społeczności żydowskich w świecie, której historia na tym terenie sięga co najmniej 300 roku p.n.e. Szereg pogromów rozpoczętych na początku listopada 1945 roku i trwających prawie trzy lata, drastycznie zmniejszyło libijską społeczność żydowską. W roku 1948, około 38 000 Żydów pozostawało jeszcze w kraju. Ale po uzyskaniu przez Libię niepodległości w 1951 roku, większość Żydów wyemigrowała. A po Kryzysie Sueskim w 1956 roku, około 100 pozostałych wyznawców judaizmu zostało zmuszonych do opuszczenia kraju. 

### Buddyzm
0,3% ludności identyfikuje się z buddyzmem, Libia posiada największą liczbę buddystów ze wszystkich krajów Afryki Północnej. Jednakże nie istnieją tu żadne ich świątynie.

### Inne
Około 0,1% wyznaje hinduizm, 0,3% nie wyznaje żadnej religii.